# Công ước về Bảo tồn nguồn lợi ở biển Nam Cực
Công ước về Bảo tồn nguồn lợi ở biển Nam Cực viết tắt là CCAMLR (viết tắt của chữ tiếng Anh là: Convention for the Conservation of Antarctic Marine Living Resources), là một công ước quốc tế của một phần hệ thống các Hiệp ước liên quan đến Nam Cực. Công ước đã được ký kết vào ngày 01 tháng 8 năm 1980 và có hiệu lực kể từ ngày 07 tháng 4 năm 1982. Công ước này do Ủy ban Bảo tồn nguồn lợi biển ở vùng Nam Cực dự thảo và phát động ký kết, Ủy ban này có trụ sở chính ở Tasmania, Úc. Năm 1985, CCAMLR thiết lập Chương trình Giám sát hệ sinh thái (CEMP) để tiếp tục theo dõi ảnh hưởng của việc đánh bắt cá và thu hoạch của các loài khác trong khu vực.

## Mục đích
Mục đích của công ước là để bảo tồn sinh vật biển cũng như tính toàn vẹn môi trường ở các khu vực cận Nam Cực trước sự khai thác nguồn lợi ồ ạt của các quốc gia, các nhân tổ chức, đe dọa đến các nguồn lợi biển nói riêng cũng như hệ sinh thái nói chung ở vùng này. Công ước được dự thảo từ những mối lo ngại cho rằng sự gia tăng trong việc đánh bắt các loài nhuyễn thể trong vùng biển phía Nam có thể có một tác động nghiêm trọng đến quần thể sinh vật biển khác mà chuỗi thức ăn của nó phụ thuộc vào sinh vật nhuyễn thể.

## Thành viên
Hiện đã có 31 quốc gia và vùng lãnh thổ trên thế giới đã đặt bút ký vào công ước này bao gồm:
- Argentina
- Úc
- Bỉ
- Brasil
- Bulgaria
- Canada
- Chile
- Quần đảo Cook
- Liên minh châu Âu (EU)
- Phần Lan
- Pháp
- Đức
- Hy Lạp
- Ấn Độ
- Ý
- Nhật Bản
- Hàn Quốc
- Namibia
- Hà Lan
- New Zealand
- Na Uy
- Peru
- Ba Lan
- Nga
- Nam Phi
- Tây Ban Nha
- Thụy Điển
- Ukraina
- Vương quốc Anh
- Hoa Kỳ
- Uruguay
- Vanuatu